# 日峰红七军团指挥部、政治部旧址
日峰红七军团指挥部、政治部旧址是一处近现代重要史迹及代表性建筑，位于江西省抚州市黎川县日峰镇。2018年3月9号，公布为第六批江西省文物保护单位，编号6-5-231	。